# Stade Waldemar Teixeira de Faria
Le Stade Waldemar Teixeira de Faria (en portugais : Estádio Waldemar Teixeira de Faria), également surnommé Farião et auparavant connu sous le nom de Stade Adriano Maurício (en portugais : Estádio Adriano Maurício), est un stade de football brésilien situé dans la ville de Divinópolis, dans l'État du Minas Gerais.
Le stade, doté de 4 181 places et inauguré en 1949, sert d'enceinte à domicile à l'équipe de football du Guarani Esporte Clube.

## Histoire
Le record d'affluence au stade est de 6 600 spectateurs, lors d'une défaite 5-2 des locaux du Guarani EC contre Cruzeiro le 1er février 2004.
Le Guarani EC doit changer de stade temporairement en 2013 pour s'installer à l'Arena do Calçado de Nova Serrana, car le Farião doit subir des rénovations.
Le stade est rénové en 2014.